# Catégorie de Fukaya
En topologie symplectique, un domaine actif de la recherche mathématique, la catégorie de Fukaya d'une variété symplectique {\displaystyle (M,\omega )} est la catégorie {\displaystyle {\mathcal {F}}(M)} dont les objets sont les sous-variétés lagrangiennes de {\displaystyle M}, et les morphismes sont les groupes d'homologie de Floer : {\displaystyle \mathrm {Hom} (L_{0},L_{1})=FC(L_{0},L_{1})}. Pour décrire sa structure plus fine, il faut recourir au langage des quasi-catégories. Dans le cadre de cette théorie, la catégorie de Fukaya est une A∞-catégorie.
Nommées d'après leur découvreur, Kenji Fukaya , qui a introduit le concept d'algèbre {\displaystyle A_{\infty }} dans le contexte de l'homologie de Morse, ces catégories se présentent sous diverses formes. Les catégories de Fukaya étant des A∞-catégories, elles possèdent des catégories dérivées associées, qui font l'objet de la célèbre conjecture de symétrie miroir homologique de Maxime Kontsevitch. Cette conjecture a été confirmée par le calcul dans un certain nombre d'exemples relativement simples.